# Tic Tac Toe (Album)
Tic Tac Toe ist das Debütalbum der deutschen Girlgroup Tic Tac Toe, das im April 1996 erschien.

## Entstehung und Veröffentlichung
Die Erstveröffentlichung von Tic Tac Toe erfolgte am 15. April 1996 bei RCA Records. Das Album erschien in seiner Originalausführung als CD mit zwölf Titeln.
Geschrieben wurden alle Lieder gemeinsam von den Tic-Tac-Toe-Mitgliedern Marlene Tackenberg (Jazzy), Ricarda Wältken und Liane Wiegelmann, zusammen mit den Koautoren Torsten Börger und Claudia Wohlfromm. Börger zeichnete zudem alleine für die Produktion aller Lieder verantwortlich.

## Titelliste
1. Ugu Ugu (Intro) – 0:52
2. Haste was, biste was – 4:15
3. Ich find’ dich scheiße – 3:34
4. Verpiss’ dich – 4:06
5. Funky – 3:47
6. n’ Mann – 3:54
7. Leck mich am A, B, Zeh – 3:34
8. U-Bahn – 4:31
9. Du hast den Schönsten – 3:55
10. Ruhrpottniggaz – 3:59
11. Funky (Funk-Mix) – 5:42
12. Ugu Ugu (Wer hat Angst?) – 4:17

## Singleauskopplungen
Insgesamt wurden vier Singles aus dem Album ausgekoppelt. Die erste Single war im November 1995 Ich find’ dich scheiße. Sie verkaufte sich über 500.000 Mal und wurde in Deutschland mit einer Platin-Schallplatte ausgezeichnet. Als zweite Single folgte Funky im März 1996. Leck mich am A, B, Zeh wurde als dritte Single ausgewählt. Am 28. Oktober 1996 erschien schließlich die Single Verpiss’ dich. Das Lied erreichte in zwei Ländern die Chartspitze.
Singles in den Charts

| Jahr | Titel                  | Höchstplatzierung, Gesamtwochen, AuszeichnungChartplatzierungen (Jahr, Titel, , Platzierungen, Wochen, Auszeichnungen, Anmerkungen) | Höchstplatzierung, Gesamtwochen, AuszeichnungChartplatzierungen (Jahr, Titel, , Platzierungen, Wochen, Auszeichnungen, Anmerkungen) | Höchstplatzierung, Gesamtwochen, AuszeichnungChartplatzierungen (Jahr, Titel, , Platzierungen, Wochen, Auszeichnungen, Anmerkungen) | Anmerkungen                                                |
| Jahr | Titel                  | DE | AT | CH | Anmerkungen                                                |
| ---- | ---------------------- | --- | --- | --- | ---------------------------------------------------------- |
| 1995 | Ich find’ dich scheiße | DE3 Platin · (22 Wo.)DE | AT4 (14 Wo.)AT | CH6 (22 Wo.)CH | Erstveröffentlichung: 6. November 1995 Verkäufe: + 500.000 |
| 1996 | Funky                  | DE14 (17 Wo.)DE | AT13 (12 Wo.)AT | CH9 (15 Wo.)CH | Erstveröffentlichung: 25. März 1996                        |
| 1996 | Leck mich am A, B, Zeh | DE21 (14 Wo.)DE | — | CH18 (8 Wo.)CH | Erstveröffentlichung: 22. Juli 1996                        |
| 1996 | Verpiss’ dich          | DE1 (24 Wo.)DE | AT3 (17 Wo.)AT | CH1 (19 Wo.)CH | Erstveröffentlichung: 28. Oktober 1996 Verkäufe: + 515.000 |

## Rezensionen
Die sich vorwiegend an eine weibliche und minderjährige Zielgruppe richtenden Texte mit „klassisch weiblichen Themen“ wurden von der Musikpresse unwichtig genannt. Das Schweizer Jugendmagazin Biwidus kritisierte speziell die Texte: „ihr gerade erschienenes Album Tic Tac Toe wird zum Manifest dieser frühreifen Jugend, der Texte wie Ich find’ dich scheiße und Verpiss’ dich genauso eingetrichtert werden, wie die Thematisierung von Sex.“

## Kommerzieller Erfolg

### Chartplatzierungen
In Deutschland erreichte das Album Rang drei und hielt sich 76 Wochen in den Top 100. In Österreich erreichte es ebenfalls Rang drei und platzierte sich 39 Wochen in den Charts. In der Schweiz platzierte sich Tic Tac Toe auf Position vier, wo sich das Album 65 Wochen in den Top 100 platzierten.
| ChartsChartplatzierungen | Höchstplatzierung | Wochen |
| ------------------------ | ----------------- | ------ |
| Deutschland (GfK)        | 3 (76 Wo.)        | 76     |
| Österreich (Ö3)          | 3 (39 Wo.)        | 39     |
| Schweiz (IFPI)           | 4 (65 Wo.)        | 65     |

| ChartsJahrescharts (1996) | Platzierung |
| ------------------------- | ----------- |
| Deutschland (GfK)         | 26          |
| Schweiz (IFPI)            | 7           |

| ChartsJahrescharts (1997) | Platzierung |
| ------------------------- | ----------- |
| Deutschland (GfK)         | 8           |
| Österreich (Ö3)           | 14          |
| Schweiz (IFPI)            | 8           |

### Auszeichnungen für Musikverkäufe
| Land/Region        | Auszeichnungen für Musikverkäufe (Land/Region, Auszeichnung, Verkäufe) | Verkäufe  |
| ------------------ | ---------------------------------------------------------------------- | --------- |
| Deutschland (BVMI) | 2× Platin                                                              | 1.000.000 |
| Österreich (IFPI)  | Platin                                                                 | 50.000    |
| Schweiz (IFPI)     | 2× Platin                                                              | 100.000   |
| Insgesamt          | 5× Platin ·                                                            | 1.150.000 |